# Mika Špiljak

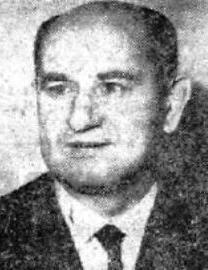
Mika Špiljak

Mika Špiljak (28 de novembro de 1916 - 18 de maio de 2007) foi um político croata da República Socialista Federativa da Iugoslávia.
Entre 1945 a 1949, foi o prefeito de Zagreb.
Em 1963, Špiljak foi nomeado Presidente do Conselho Executivo da Croácia, e serviu até 1967 com a sua nomeação como presidente do Conselho Executivo Federal, primeiro-ministro da Iugoslávia. Atuou nesse cargo até 1969.
Špiljak então atuou como Presidente da Presidência Coletiva da Iugoslávia de 1983 a 1984. Posteriormente foi nomeado como Secretário do Comitê Central da Liga dos Comunistas da Croácia, de 1984 até 1986.
Faleceu em 2007 com a idade de 90 anos.